# Chiesa del Santissimo Redentore (Palmanova)
La chiesa del Santissimo Redentore, o duomo di Palmanova, dedicata sia al santissimo Redentore che ai santi Marco e Giustina, è il principale luogo di culto di Palmanova, in provincia ed arcidiocesi di Udine; fa parte della forania del Friuli Centrale.

Secondo la tradizione fu progettata da Vincenzo Scamozzi, anche se studi recenti propendono per l'Ufficio delle fortificazioni di Venezia.

## Storia
La posa della prima pietra del duomo avvenne nel 1603, ma poi i lavori proseguirono a rilento, per mancanza di fondi, per i difficili rapporti tra Venezia e lo Stato pontificio e per i diritti sulla giurisdizione ecclesiastica vantati dal patriarcato di Aquileia.
Il progetto di partenza fu riadattato e una nuova "prima pietra" fu posata nel 1615. Emersero poi anche problemi strutturali della facciata, tanto che il tetto con le ampie capriate in legno proveniente dalla Slavonia fu completato nel 1636, anno della consacrazione dello stesso duomo.

## Esterno

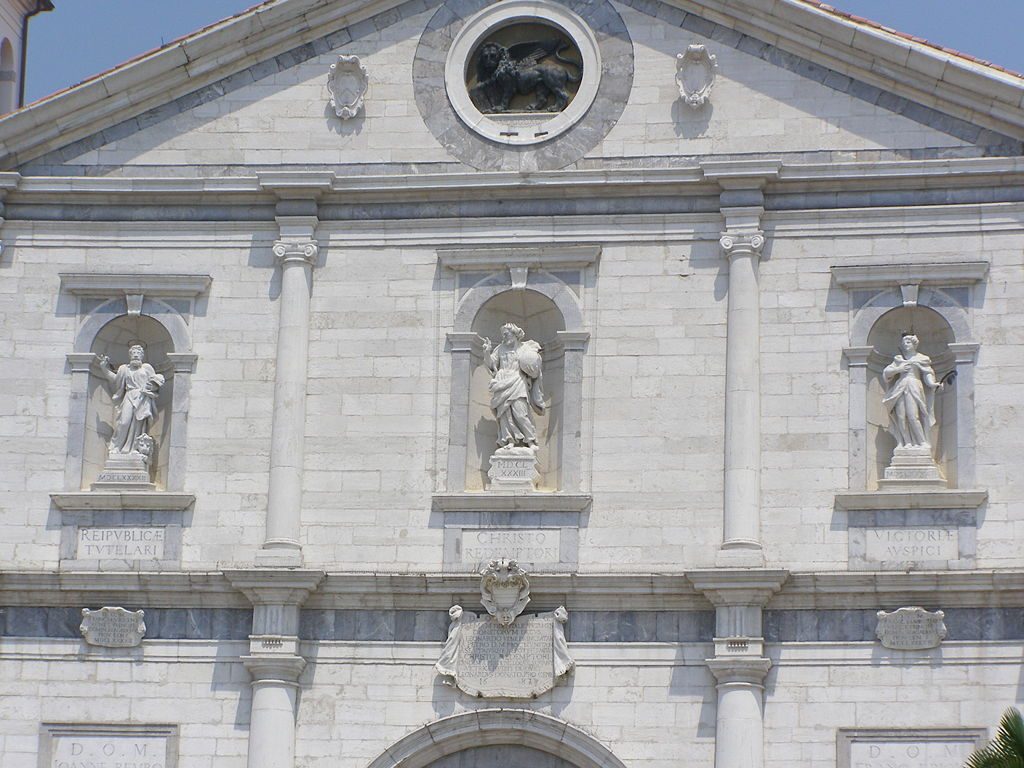
Le statue dei tre santi protettori di Palmanova: il Redentore al centro, con san Marco alla sinistra e santa Giustina alla destra.

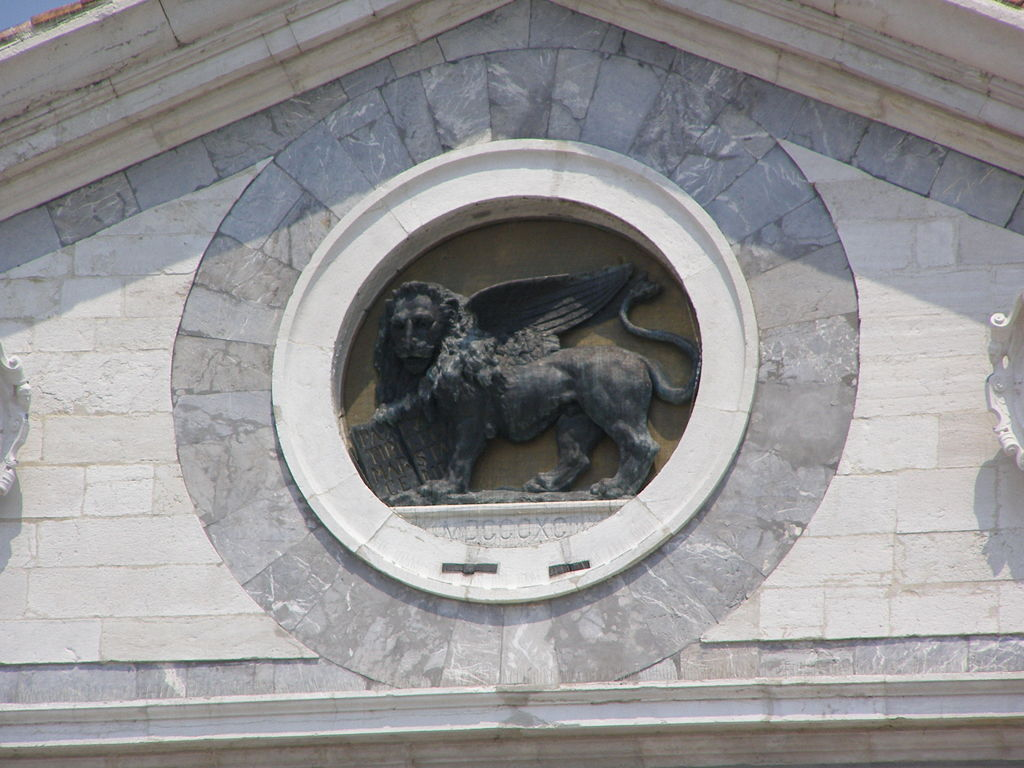
Particolare dell'oculo con il leone marciano.

Il duomo è l'edificio più imponente ed importante che si affaccia sulla piazza Grande di Palmanova.

### Facciata
La candida facciata, in pietra bianca d'Orsera e pietra grigia di Aurisina, elegantemente divisa su due ordini di quattro semicolonne, è conclusa da un maestoso frontone nel cui oculo centrale campeggia un poderoso leone di san Marco, simbolo della potenza politica e militare della Serenissima Repubblica di Venezia. Il leone che si può vedere oggi è stato realizzato nel 1894 in bronzo, per sostituire quello originario rimosso dai francesi.
Verso la fine del XVII secolo sulla facciata furono collocate le statue dei santi protettori di Palmanova: al centro il Redentore (1683), mentre ai lati san Marco e santa Giustina (1693).
Sul lato sinistro compare il campanile, relativamente basso e tozzo rispetto al Duomo, ma questo fatto era voluto per non renderlo visibile all'esterno della fortezza e per non dare, quindi, punti di riferimento alle eventuali forze assedianti.

## Interno

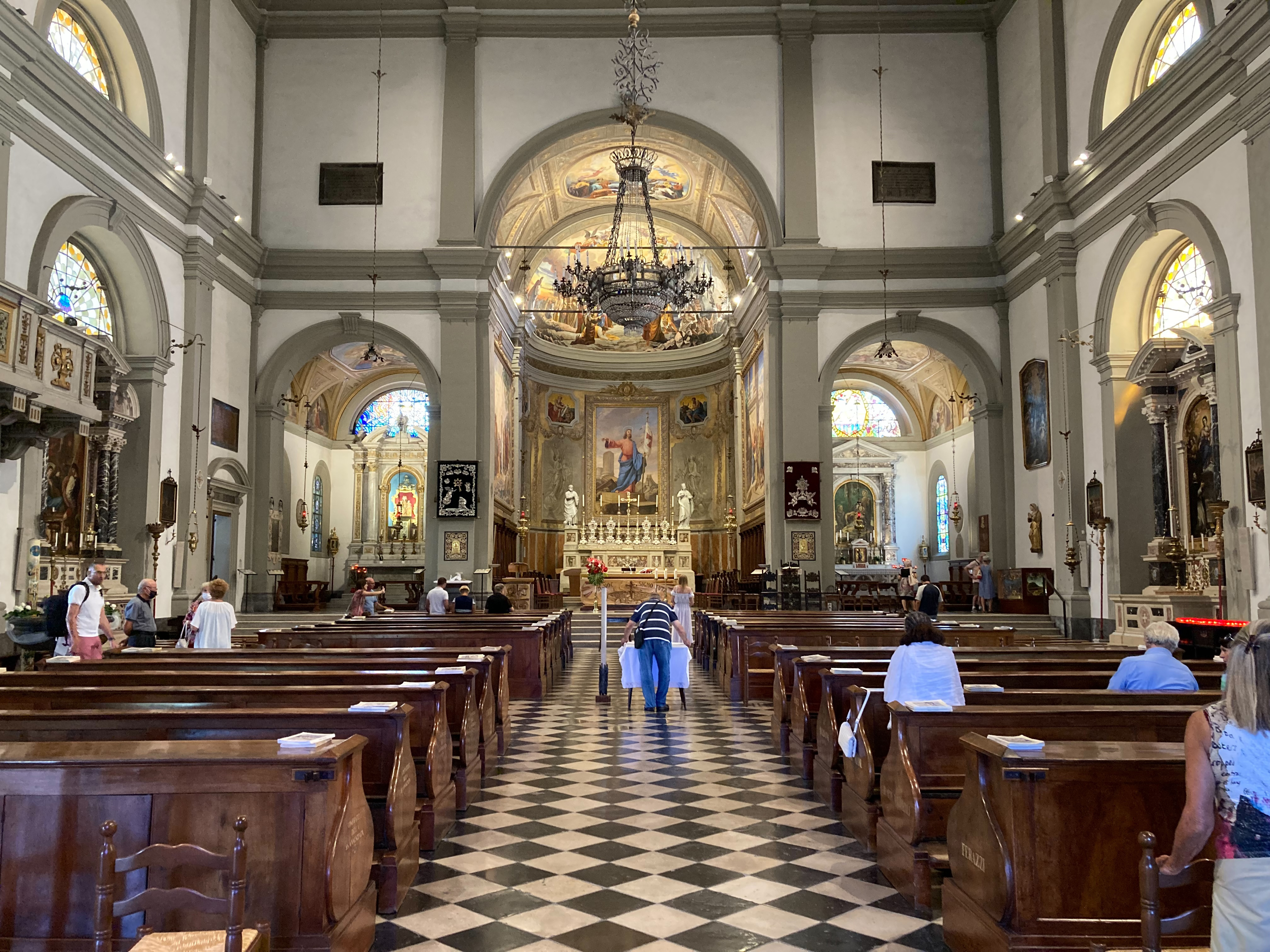
L'interno

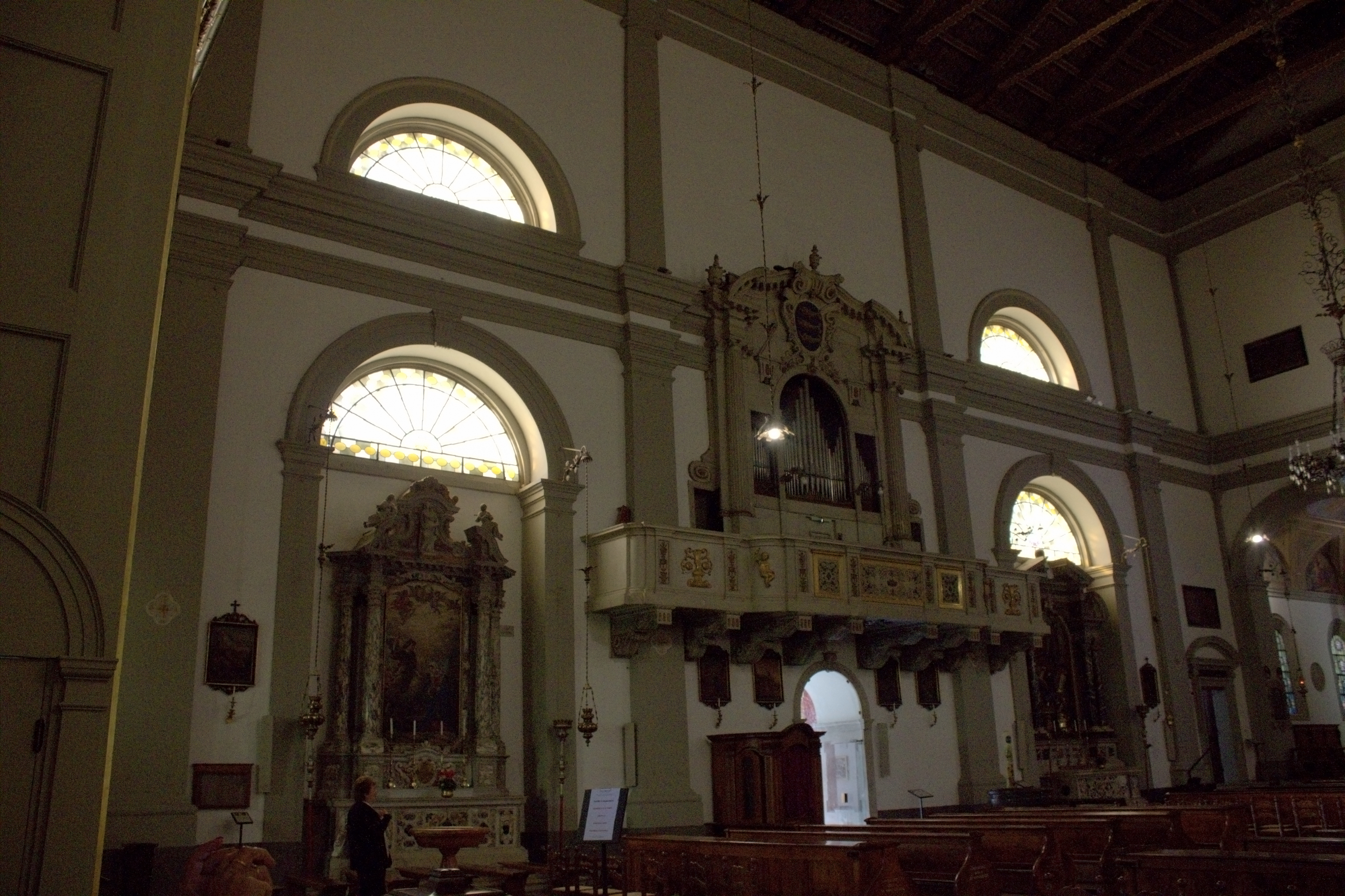
La parete di sinistra

Subito dopo il portale d'ingresso, sulla sinistra è presente il grande reliquiario ligneo, opera di Silvio Piccini del 1895, con quattro reliquiari a fanale del XVII secolo.
L'altare successivo risale al Seicento e proviene dalla chiesa soppressa di santa Barbara, con la pala che raffigura l'Annunciazione del pittore forlivese Pompeo Randi (1877).
Segue il fonte battesimale, in pietra d'Aurisina e risalente al 1614, e l'organo, fatto realizzare dal provveditore Girolamo Dolfin nel 1648, anche se quello che si può vedere oggi è stato completamente rifatto nell'Ottocento.
Sotto le casse dell'organo si apre la cappella feriale, dove sono esposti i mosaici di Giulio Candussio, il crocifisso bronzeo del Busetti e, incastonata nell'altare, l'urna di vetro con la statua in cera contenente le reliquie di santa Giustina da Padova.
Vicino all'abside sinistro si può notare l'altare delle Milizie, fatto realizzare dalla famiglia Gradenigo tra il 1640 ed il 1680. La pala delle Milizie,  posta sopra l'altare, è il capolavoro del 1641 di Alessandro Varotari detto il Padovanino; raffigura i santi Bartolomeo e Girolamo, protettori della famiglia Gradenigo, assieme ai santi guerrieri Teodoro, Barbara e l'arcangelo Gabriele, protettori delle milizie veneziane.

### Cappella del Carmine
Nell'abside di sinistra si trova la cappella del Carmine, dove è conservata una Vergine con bambin Gesù, opera lignea di scuola tolmezzina, attribuita a Domenico da Tolmezzo o al fratello Martino. La storia della statua non è nota, si ritiene che provenga da una chiesa dei dintorni.

### Presbiterio

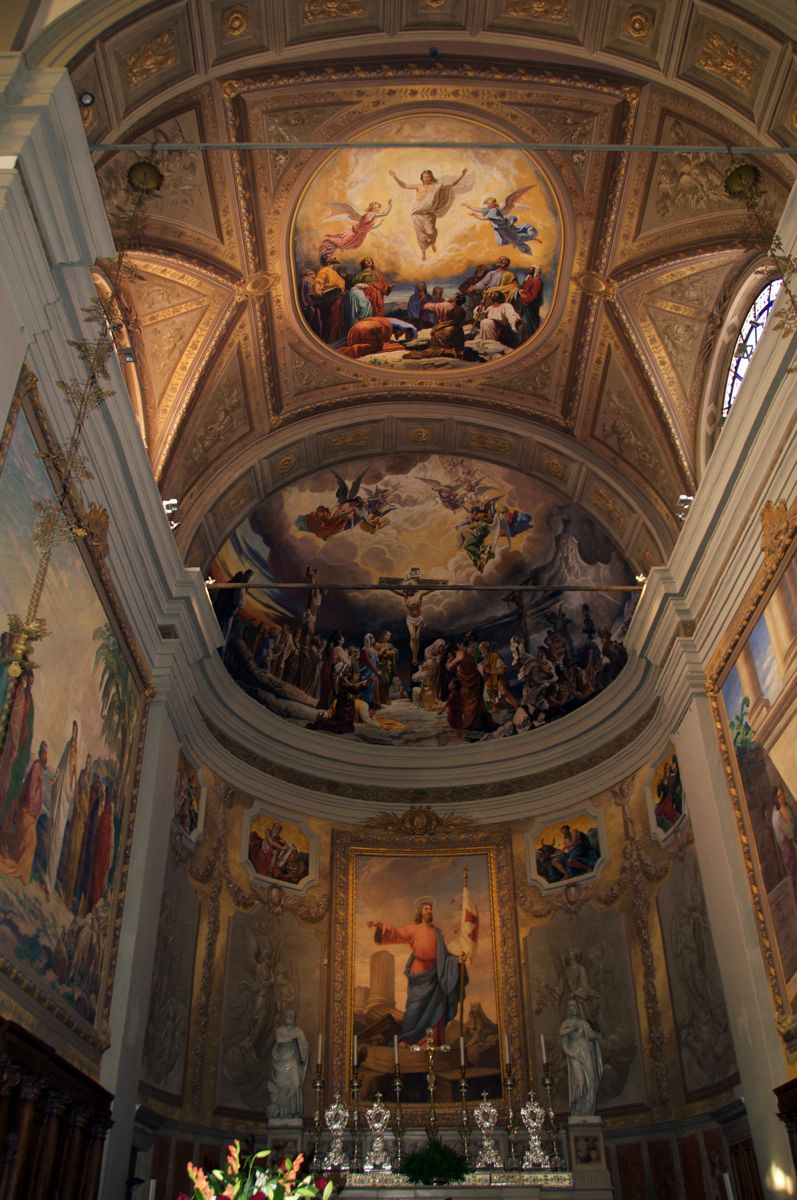
Decorazioni del presbiterio

### Cappella del Santissimo Rosario
Nell'abside di destra si trova la cappella del Santissimo Rosario; l'altare che si può vedere oggi ha sostituito quello originale ed è opera del 1875 di Giacomo Bonin. La pala di Fred Pittino raffigura una Pietà e risale al 1958.
Gli affreschi attuali hanno sostituito quelli originari del XVII secolo e sono incentrati sul tema dell'eucaristia; sono lavori del 1861 di Domenico Fabris.

### Sacrestia
La sacrestia fu iniziata nel 1638 su iniziativa del provveditore Bertucci Valier, come è attestato da un'iscrizione sul portale d'ingresso. Il suo stemma gentilizio si può ancora vedere sia sul soffitto affrescato sia nel lavabo in marmo rosso di Verona.
La sacrestia conserva i ritratti di nove provveditori veneti che governarono la città-fortezza; inoltre sono conservate varie opere pittoriche di botteghe ed epoche differenti.
Le più interessanti dal punto di vista artistico sono:
- Vergine con il bambin Gesù e i santi Marco e Giustina;
- Esaltazione delle reliquie di san Spiridione, opera attribuita a Pietro Bainville, che aveva aperto la sua bottega proprio a Palmanova;
- Santa Lucia, opera attribuita al Padovanino.

Vi sono conservate anche alcuni pregevoli esempi di mobilio sacro e le poche suppellettili sacre che sono sfuggite ai furti ed alle monomissioni nel corso dei secoli. Tra il XVII ed il XVIII secolo il tesoro del duomo era stato cospicuo: tutti i provveditori generali, le varie confraternite e singoli benefattori avevano contribuito ad aumentarlo e a dotarlo di preziose suppellettili.
Di questo periodo rimangono solamente una pace, una stauroteca, una pisside, tre calici, due reliquiari ed un ostensorio.
Dopo il trattato di Campoformio, Napoleone fece requisire gran parte delle suppellettili, tra cui il grande lampadario in argento che era posto al centro della sacrestia. L'attuale lampadario proviene dal teatro Gustavo Modena.
Il tesoro è stato ricostituito a partire dall'Ottocento, ma con opere di più modesto valore.